# Tallinna Vesi
AS Tallinna Vesi är ett estniskt företag som erbjuder vattenförsörjning, avloppsvattensinsamling och behandlingstjänster. Företaget är det största vattenförsörjningsföretaget i Estland. Företaget betjänar över 460 000 personer i Tallinn och Harjumaa.

## Historia
Företaget är etablerat 1967 som Tallinna Veevarustuse ja Kanalisatsiooni Valitsus (Tallinns vattenförsörjnings- och avloppsbyrå). Sedan 1997 heter företaget Tallinna Vesi. 
Sedan 2005 är bolaget listat i Nasdaq Tallinn.